# Österreichische Gämswurz
Die Österreichische Gämswurz (Doronicum austriacum) ist eine Pflanzenart aus der Gattung Gämswurzen (Doronicum) in der Familie Korbblütler (Asteraceae). Sie gedeiht in den Gebirgen Europas und Kleinasiens.

## Beschreibung

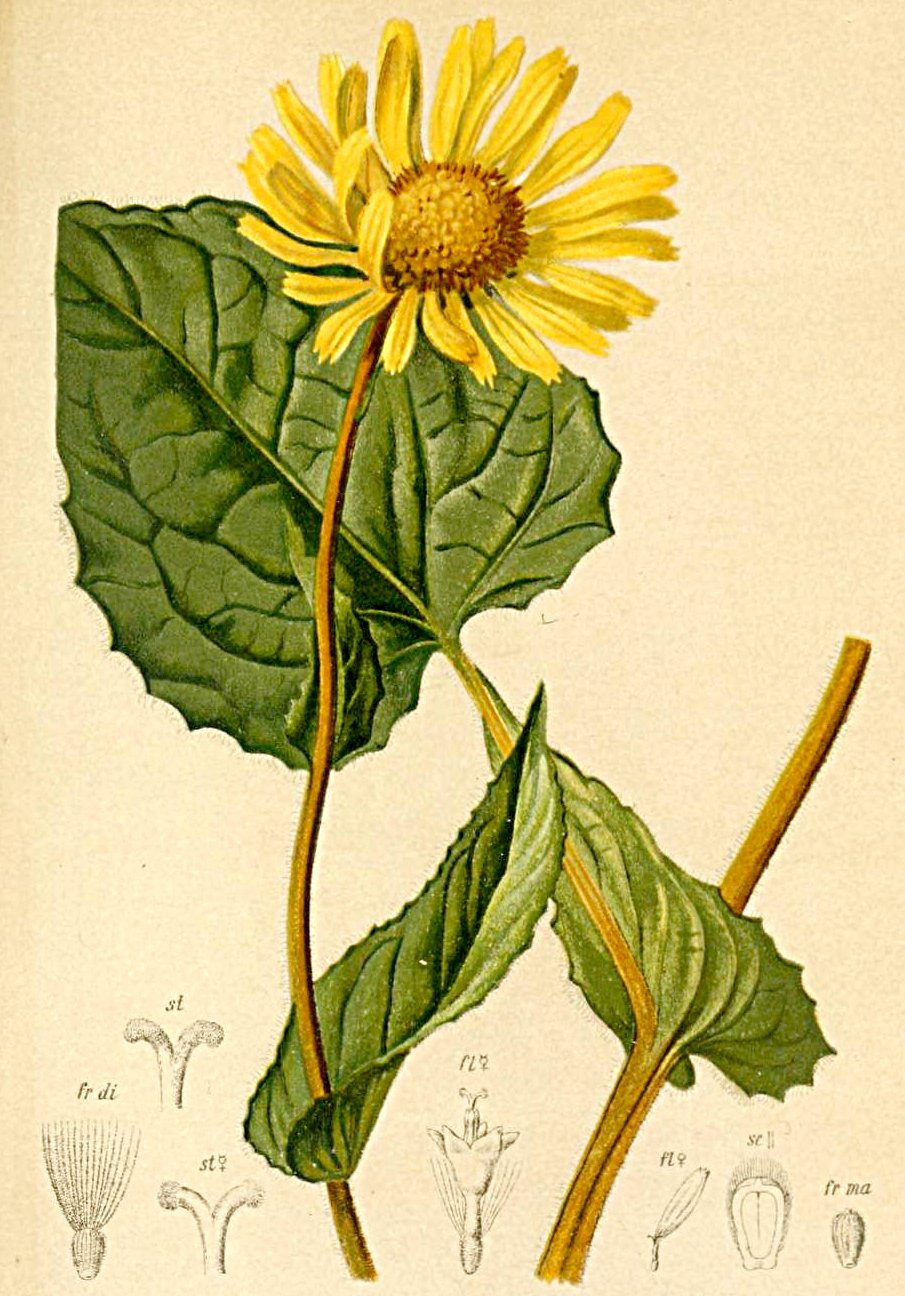
Illustration

Die Österreichische Gämswurz ist in einigen Merkmalen sehr variabel besonders in der Anzahl der Blütenkörbchen, der Form der Hüllblätter und der Behaarung. Sie weist ähnliche Merkmale wie Doronicum carpetanum und die Kriechende Gämswurz (Doronicum pardalianches) auf und kann deshalb mit diesen verwechselt werden.

### Erscheinungsbild und Laubblatt
Die Österreichische Gämswurz wächst als ausdauernde, krautige Pflanze und erreicht Wuchshöhen von etwa 30 bis 150 Zentimeter. Sie besitzt ein mehr oder weniger stark verholzendes Rhizom als Speicherorgan, das kahl ist und weder Schuppen noch Reste von Blättern besitzt. Ausläufer werden nicht gebildet. Ihr aufrechter, kantiger, im oberen Bereich verzweigter Stängel ist im unteren Bereich kahl und im oberen mehr oder weniger weich behaart und drüsig. Die Internodien sind immer kürzer als die sich in ihrer Nähe befindlichen Laubblätter.
Die Laubblätter stehen grundständig und wechselständig am Stängel verteilt. Die zur Blütezeit aber schon vertrockneten Grundblätter sind gestielt und besitzen eine einfache, im Umriss eiförmige, tief herzförmige Blattspreite mit gekerbt-gesägtem Blattrand. Die sitzenden Stängelblätter unterscheiden sich abhängig von ihrer Stellung am Stängel in einigen Merkmalsausprägungen voneinander. Die unteren Stängelblätter sind kleiner, stängelumfassend und im Umriss geigenförmig; die mittleren sind größer, genähert herzförmig, mit abgesetzten Öhrchen stängelumfassend; auffallend ist der abrupt verschmälerte Grund. Der Blattrand ist gezähnt. Die oberen Stängelblätter sind eiförmig-lanzettlich und mehr oder weniger drüsig behaart, am Rand ganzrandig oder fein gezähnt.

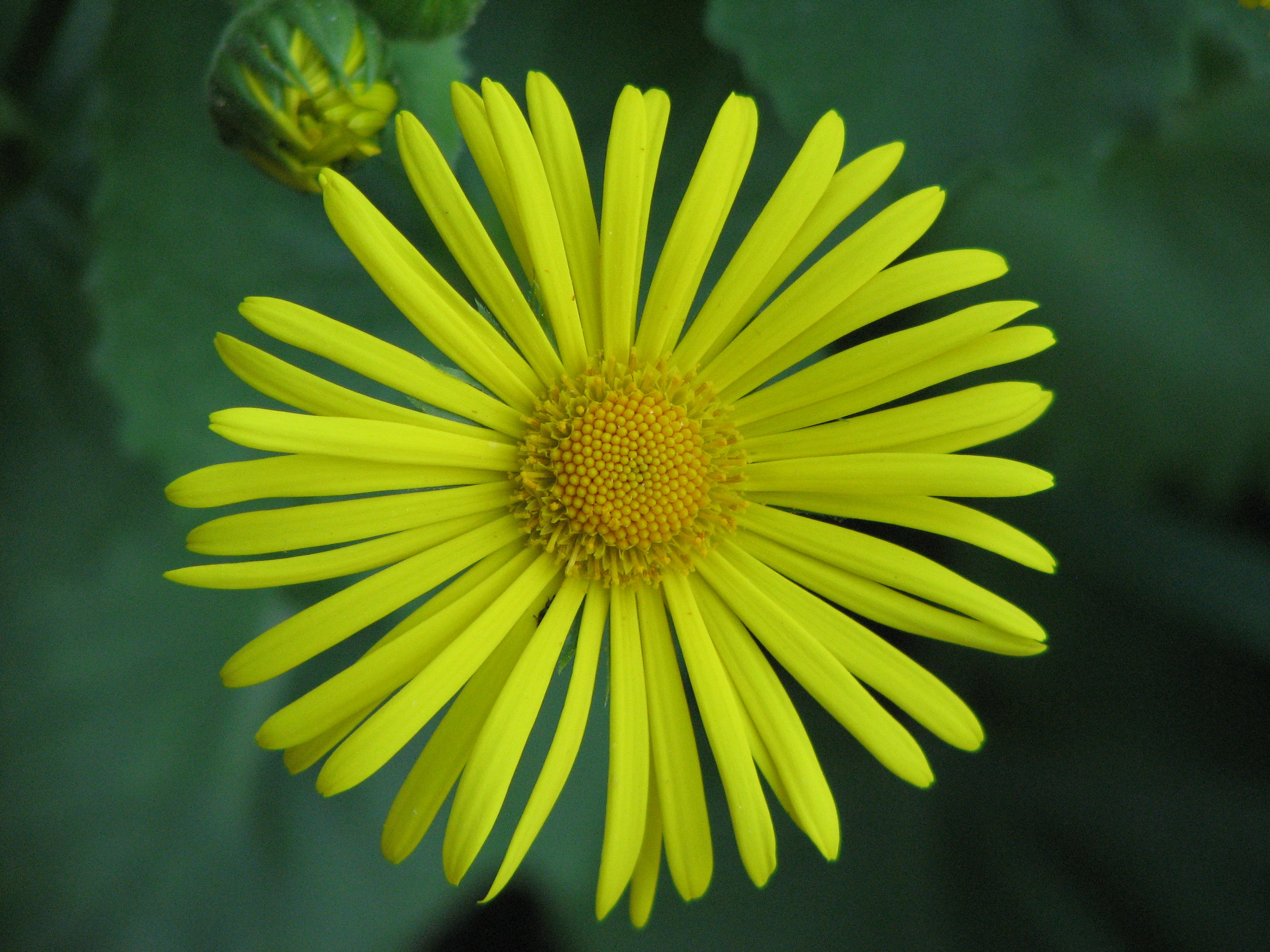
Körbchenförmiger Blütenstand, Detail

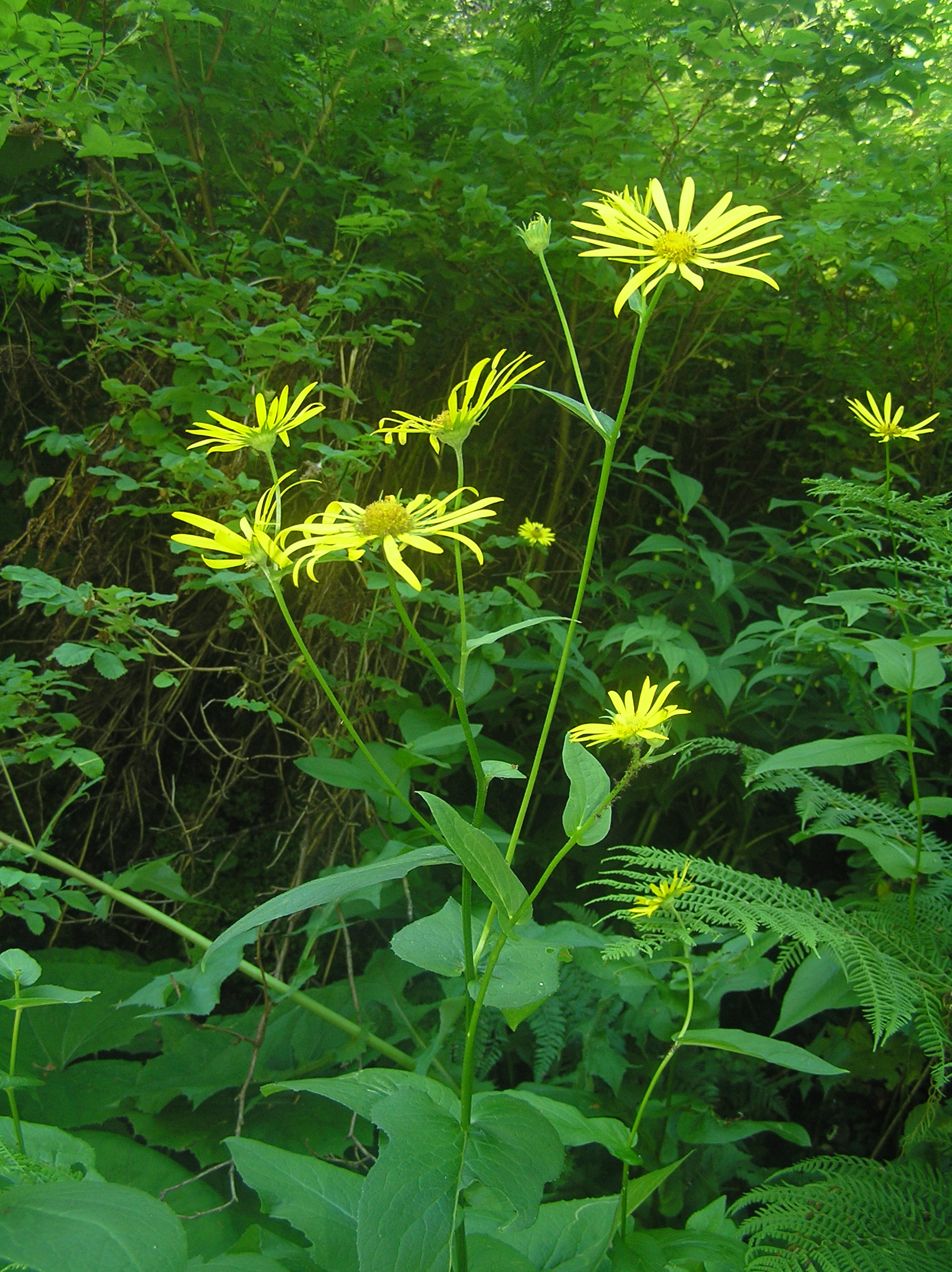
Österreichische Gämswurz (Doronicum austriacum)

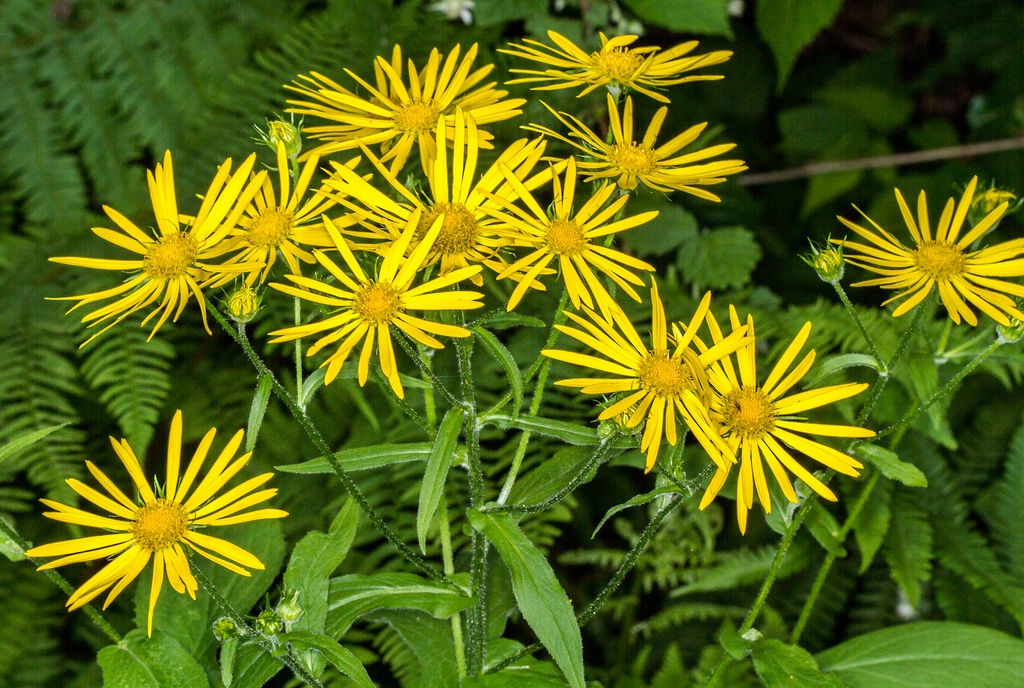
Österreichische Gämswurz (Doronicum austriacum)

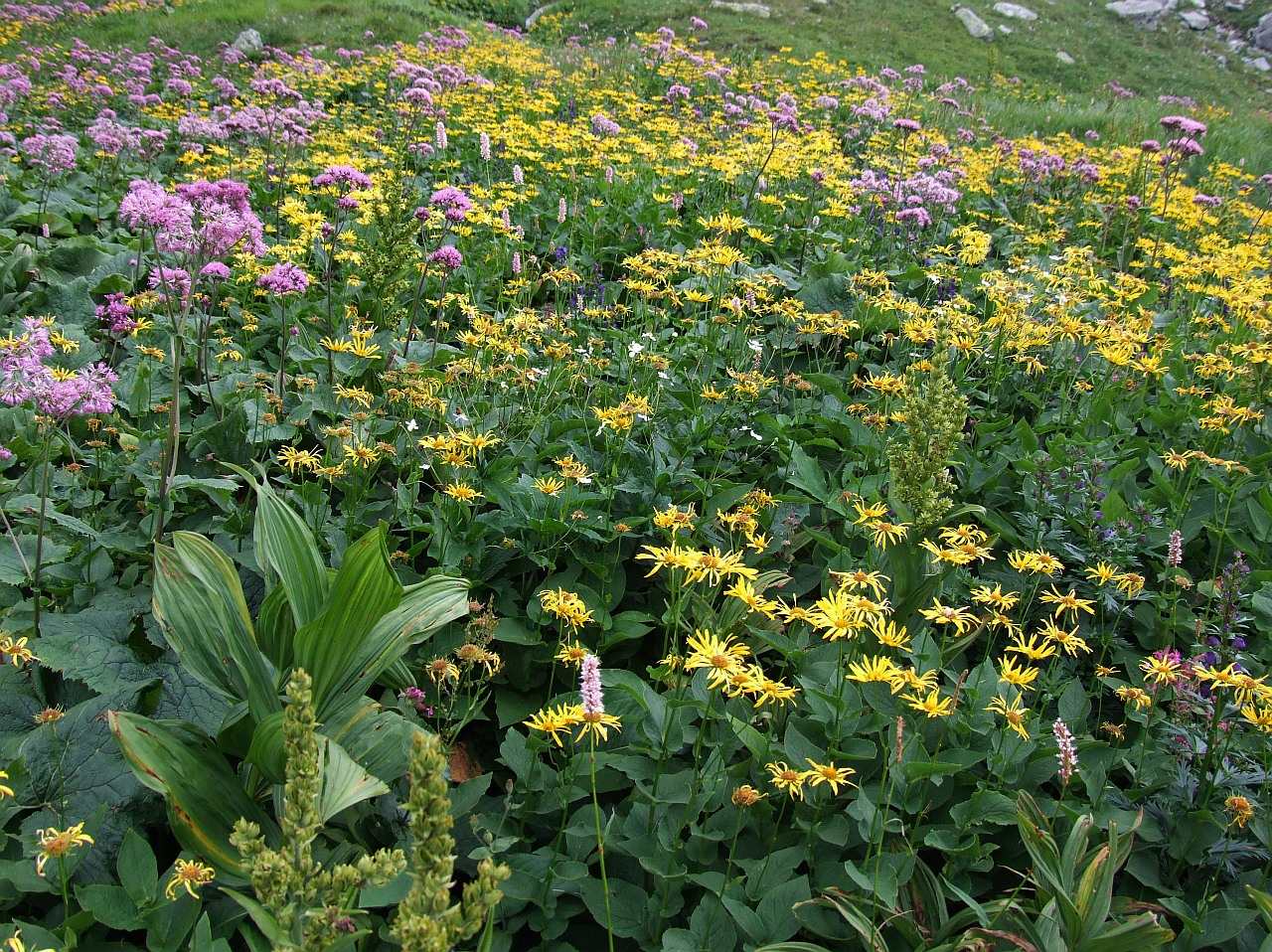
Die Österreichische Gämswurz im Habitat

### Blütenstand und Blüte
Die Blütezeit reicht von Juni bis August. In einem lockeren, doldentraubigen Gesamtblütenstand stehen meist fünf bis zwölf (selten bis zu 17) körbchenförmige Teilblütenstände zusammen. Die drüsig behaarten Blütenstandsschäfte weisen eine Länge von 1,5 bis 16 cm und einen Durchmesser von 0,5 bis 2 mm auf. Die Blütenstandshülle ist kürzer als die Zungenblüten und weist einen Durchmesser von 1,5 bis 3,5 cm auf. Die krautigen, manchmal an der Basis und am Rand papierartigen Hüllblätter sind eiförmig-pfriemlich und immer mit spitzem oberen Ende, dabei weisen die äußeren eine Länge von 0,5 bis 1,8 cm sowie eine Breite von 1,2 bis 4 mm und die inneren eine Länge von 0,6 bis 1,4 cm sowie eine Breite von 0,7 bis 3 mm auf. Die Hüllblätter sind selten kahl, meist drüsig oder nichtdrüsig behaart. Der Blütenstandsboden ist flaumig behaart, selten kahl. Die Blütenkörbchen weisen bis zu den Spitzen der Strahlenblüten einen Durchmesser von meist 5 bis 6 (3,5 bis 8) cm auf.
Die Blütenkörbchen enthalten goldgelbe Zungen- (= Strahlen-) und Röhrenblüten (= Scheibenblüten). Die Kronblätter sind am Rand mit drüsigen und drüsenlosen Wimperzotten besetzt. Bei den Zungenblüten sind die Kronen bei einer Länge von (1,2 bis) meist 1,5 bis 3,5 cm und einer Breite von (1 bis) meist 2 bis 4 mm länglich-elliptisch bis verkehrt-eiförmig-elliptisch mit einer dreizipfeligen Zunge. Bei den Röhrenblüten weisen die Kronen eine Länge von 4,5 bis 5,5 mm und einen Durchmesser von 1 bis 1,5 mm auf.

### Frucht
Die Achänen besitzen eine braun bis olivgrün getönte, gerillte, netzartige Oberfläche und sind bei den Strahlen- und Scheibenblüten unterschiedlich (Heterokarpie). Die kahlen 2 bis 3,5 mm langen und 0,7 bis 1,3 mm breiten Achänen der Strahlenblüten besitzen keine Haarkrone (Pappus). Die flaumig behaarten, 1,5 bis 3 mm langen und 0,7 bis 1 mm breiten Achänen der Scheibenblüten besitzen eine weiße, 3 bis 6 mm lange Haarkrone (Pappus).

### Chromosomenzahl
Die Chromosomenzahl beträgt 2n = 60. Doronicum austriacum ist diploid.

## Systematik
Die Erstveröffentlichung von Doronicum austriacum erfolgte 1774 durch Nicolaus Joseph von Jacquin in seinem Werk Florae austriacae sive plantarum selectarum in Austriae archiducatu sponte crescentium icones in Band 2, S. 18, sie findet sich dort auch abgebildet in Band 2 auf Tafel 130.
Man kann folgende Unterarten unterscheiden:
- Doronicum austriacum subsp. austriacum
- Doronicum austriacum subsp. giganteum (Griseb.) Stoj. & Stef.: Sie kommt in Griechenland, Albanien, Bulgarien, Serbien, Mazedonien und in der Türkei vor.[5]

## Vorkommen

### Verbreitung
Das Verbreitungsgebiet der Österreichischen Gämswurz reicht von den Gebirgen Mittel- und Südeuropas von Frankreich bis zu den Karpaten, südlich bis ins nordwestliche Spanien, die nördlichen Apenninen und Nord-Griechenland, außerdem bis Kleinasien. Die Österreichische Gämswurz fehlt den Westalpen und der Schweiz. In den Alpen verläuft ihre Westgrenze beim Königssee, bei Kitzbühel und beim Monte Baldo. In Deutschland kommt die Österreichische Gämswurz nur im Südteil des Bayerischen Waldes und in den Berchtesgadener Alpen vor. Das Verbreitungsgebiet umfasst die Länder Spanien, Andorra, Frankreich,  Deutschland, Österreich, Italien, Kroatien, Slowenien, die Balkanhalbinsel, Bulgarien, Tschechien, Polen, die Slowakei, Rumänien, Ungarn und die Türkei.
Die Österreichische Gämswurz wird manchmal als Zierpflanze in Gärten verwendet. Sie ist im Vereinigten Königreich verwildert.

### Standort
Die Österreichische Gämswurz wächst meist in Gruppen an sickerfrischen, oft schattigen Standorten, gern an Quellen oder Bachläufen, in Hochstaudenfluren, in Wiesen und in Wäldern, vorwiegend in der montanen bis subalpinen Höhenstufe in Höhenlagen zwischen meist 600 bis 2000 (300 bis 2200) Meter, sehr selten auch tiefer.

### Pflanzensoziologie
Die Österreichische Gämswurz besitzt ihr Hauptvorkommen im Verband der Alpinen Lägerfluren (Rumicion alpini Klika et Had. 1944) innerhalb der Ordnung der Beifuß- und Klettenfluren (Artemisietalia Lohm. apud. TX). Sie gilt als Kennart des Verbands der Hochstaudenfluren (Adenostylion alliariae Br.-Bl. 1925), welche innerhalb der Ordnung der Hochstaudenfluren (Adenostyletalia Br.-Bl. 1931) zur Klasse der hochmontan-subalpinen Hochstaudenfluren und Gebüsche (Betulo-Adenostyletea Br.-Bl. et Tx. 1943) gehört.

## Trivialnamen
Für die Österreichische Gämswurz bestehen bzw. bestanden auch die weiteren deutschsprachigen Trivialnamen Ganswurz (Kärnten) und wilder Taback (Kärnten im Katschtal).

### Einzelbelege
1. 1 2 3 4 5 6 7 8 9 10  Ines Álvarez Fernández: Systematics of Eurasian and North African Doronicum (Asteraceae: Senecioneae), In: Ann. Mo. Bot. Gard., 2003, Volume 90, Nummer 3, S. 319–389. doi:10.2307/3298534 eingescannt bei biodiversitylibrary.org. Doronicum austriacum auf S. 341–342.
2. ↑   Wolfgang Adler, Karl Oswald, Raimund Fischer: Exkursionsflora von Österreich. Hrsg.: Manfred A. Fischer. Eugen Ulmer, Stuttgart/Wien 1994, ISBN 3-8001-3461-6.
3. 1 2   Österreichische Gämswurz. auf FloraWeb.de
4. ↑   Werner Rothmaler (Begr.), Eckehart J. Jäger, Klaus Werner (Hrsg.): Exkursionsflora von Deutschland. Band 2. Gefäßpflanzen: Grundband. 18., bearb. Aufl., Spektrum, Heidelberg u. a. 2002, ISBN 3-8274-1359-1: S. 448
5. 1 2 3  Werner Greuter (2006+): Compositae (pro parte majore). – In: W. Greuter & E. von Raab-Straube (ed.): Compositae. Euro+Med Plantbase - the information resource for Euro-Mediterranean plant diversity. Datenblatt Doronicum austriacum In: Euro+Med Plantbase - the information resource for Euro-Mediterranean plant diversity.
6. ↑  Georg August Pritzel, Carl Jessen: Die deutschen Volksnamen der Pflanzen. Neuer Beitrag zum deutschen Sprachschatze. Philipp Cohen, Hannover 1882, Seite 137.(online).